# 2008 a sportban
2008 fontosabb eseményei a sportban a következők:

## Események

### Január
- január 1. – Az amerikai jégkorong bajnokságban megrendezik az NHL Winter Classicot, amely az Egyesült Államok területén az első szabadban rendezett National Hockey League mérkőzés volt.
- január 4. – A szervezők biztonsági okokból teljes egészében törlik az 5-én elrajtoló Dakar-ralit.
- január 5. – Szávay Ágnes és Gyinara Szafina a 175 ezer dollár összdíjazású, keménypályás Gold Coast-i női tenisztorna párosversenyének győztese lett.
- január 5-20. – A 2008-as Dakar-rali tervezett időpontja.
- január 9. – Kovács Ágnes bejelenti, hogy nem indul a pekingi olimpián, de a pályafutását még nem fejezi be.
- január 11. – A bíróság – hamis tanúzásért, csekkhamisításért és tiltott szerekkel való visszaélésért – hat hónapos börtönbüntetésre ítéli Marion Jones amerikai atlétát.
- január 12. – 400 versenyző több mint száz autójával elindult a 3. Budapest-Bamako rali a Kossuth térről.
- január 12–13. – Az iráni Kish-szigeten megrendezett vívó világkupa-versenyen Nemcsik Zsolt arany-, Decsi Tamás pedig bronzérmet szerez.
- január 17–27. – 8. férfi kézilabda-Európa-bajnokság Norvégiában, melynek nyitónapján – a C csoport második mérkőzésén – a magyar együttes 35–28-ra veri Spanyolországot. 27-én a dán válogatott nyeri el a bajnokságot ( Dánia –  Horvátország: 24–20).
- január 18. – Nagy Ferenc, a ZTE elnöke ‑ sajtótájékoztató keretében bejelenti –, hogy a Zalaegerszeg U-19-es válogatott védője, Kádár Tamás előző éjjel aláírta a brit élvonalban szereplő Newcastle Unitedhez történő szerződését.
- január 20. – február 10. – Afrikai nemzetek kupája Ghánában.
- január 22–27. – Műkorcsolya- és Jégtánc Európa-bajnokság Zágrábban ( Horvátország). A magyar színekben versenyző Vardanjan Tigran – a 35,04 pontjával – 34. helyre kerül (23.); Sebestyén Júlia a 4. helyen, míg Hadford Katherine a 21. helyen végez (26.); a magyar Barta Krisztina és Tóth Ádám alkotta jégtáncpáros pedig a 21. helyet szerzi meg.
- január 27. – A szerb Novak Đoković és az orosz Marija Sarapova nyeri az ausztrál nyílt teniszbajnokságot.

### Február
- február 2.
  - Susanna Kallur ( Svédország) 7.72 mp-cel, minden idők második legjobb eredményével nyeri a női 60 méteres gátfutást a stuttgarti nemzetközi fedett pályás atlétikai versenyen.
  - A Budapesten rendezett nemzetközi fedett pályás atlétikai verseny 400 m-es síkfutását Deák Nagy Marcell nyeri (47.93 mp-cel).
  - Nemcsik Zsolt bronzérmet szerez az athéni kard Grand Prix-viadalon.
- február 3. – Ezüstérmet szerez a Nemcsik Zsolt, Lontay Balázs, Szilágyi Áron, Decsi Tamás összeállítású magyar férfi kardcsapat az Athénban rendezett Világkupa-versenyen.
- február 4. –  Egyiptom egy góllal, 2‑1-re nyer  Angola ellen a labdarúgó Afrika Kupa negyeddöntőjében.
- február 5. – A Magyar Labdarúgó-szövetség első fokon kizárja az FC Sopront az első osztályú bajnokságból.
- február 6. – A Magyar labdarúgó-válogatott Cipruson 1‑1-es döntetlent játszik az év első válogatott mérkőzésén, ahol Gera Zoltán szerzi meg a magyarok gólját.
- február 7. –  Kamerun jut elsőként a labdarúgó Afrika Kupa döntőjébe, miután 1–0-ra legyőzi a házigazda  Ghána csapatát.
- február 9.
  - Aranyérmet szerez Nemcsik Zsolt a Renault Kupáért rendezett budapesti férfi kard Grand Prix-viadalon.
  - A német Andrea Henkel nyeri az első aranyérmet az Östersundban ( Svédország) zajló sílövő-világbajnokságon. A női sprintversenyben az orosz Albina Ahatova szerzi meg az ezüst-, az ukrán Okszana Hvosztenko pedig a bronzérmet.
- február 10. – A Dél-afrikai Köztársaságban rendezett, Midmar Mile elnevezésű hagyományos nemzetközi hosszútávúszó viadalon, a Jövő SC 19 éves kiválósága, Hajnal Erika (20:27 perccel) viszi el az aranyérmet; míg a férfiaknál Gercsák Csaba a harmadik helyet szerzi meg 19:19 perces idővel.
- február 12. – Bajnai Gordon önkormányzati és területfejlesztési miniszter ünnepélyes keretek között átadja a Nemzet Sportolója címet dr. Sági Györgyné Rejtő Ildikó kétszeres olimpiai bajnoknak.
- február 13. – A Nemzeti Vagyongazdálkodási Tanács érvényesnek és eredményesnek nyilvánítja az Esplanade Real Estate Ingatlanforgalmazó Kft. ajánlatát az FTC Üllői úti ingatlanára.
- február 21–24. – A németországi Oberstdorfban megrendezték a 20. sírepülő világbajnokságot.
- február 23. – Balogh Gábor az ötödik, Németh Róbert pedig a hetedik helyet szerzi meg a kairói öttusa Világkupa férfi versenyében; Marosi Ádám 34. helyet tudhatja magáénak.
- február 25. – Az ausztrál Ashley Cooper a túraautók adelaide-i viadalán közel 200 km/órás sebességgel a védőfalnak ütközik, ezért súlyos fej- és belső sérülésekkel szállítják kórházba, de életét már nem tudják megmenteni.
- február 27. – Elbert Gábor sportszakállamtitkár sajtótájékoztatón bejelenti, hogy az a sportoló aki a 2008-as ötkarikás játékokon az első helyen végez 20 millió forintot kap adómentesen, míg egy ezüstéremért 18, egy bronzéremért pedig 14 millió forint jár.

### Március
- március 1.

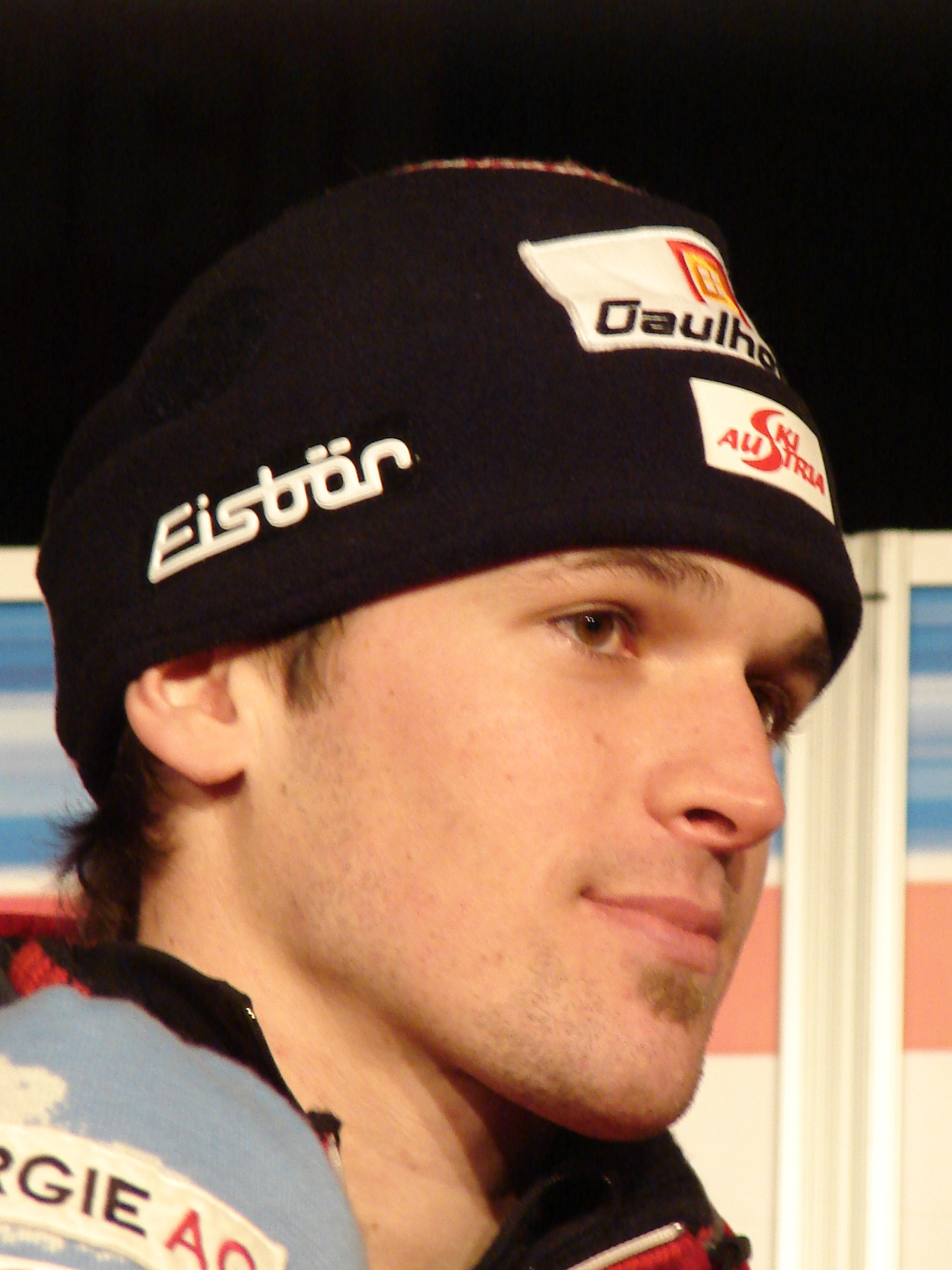
Matthias Lanzinger

  - Vörös Zsuzsanna nyeri az Unicredit Bank Kupa budapesti nemzetközi fedett pályás öttusaversenyét, míg a második helyen a brit Heather Fell, a harmadikon pedig Cseh Krisztina végez.
  - A magyar női asztalitenisz-válogatott 3–0-ra veri  Ausztria csapatát és ezzel az ötödik helyet szerzik meg a Kantonban megrendezett világbajnokságon.
- március 2. – Matthias Lanzinger osztrák alpesi síző, a norvégiai kvitfjelli műlesikló Világkupa-versenyen elveszíti egyensúlyát és elesik, aki fejjel előre – elsodorva egy kaput – érkezik a földre. Bal lábát térd alatt amputálták (4-én) az oslói kórházban.
- március 5. – A labdarúgó Bajnokok-ligája nyolcaddöntőjében – hazai pályán –, a Real Madrid 2–1-es vereséget szenved az AS Romától.
- március 7. – A nőknél az amerikai Angela Williams, míg a férfiaknál a nigériai Olusoji Fasuba nyerti a 60 méteres síkfutást a valenciai fedett pályás atlétikai világbajnokságon.
- március 8. – A labdarúgó Soproni Liga 18. fordulójának rangadóján az MTK 3–1-re veri a Honvédet.
- március 16. A 2008-as Formula–1 ausztrál nagydíjat Lewis Hamilton nyerte, Nick Heidfeld a második, Nico Rosberg pedig a harmadik helyen futott be.
- március 18. – Kezdetét veszi Göteborgban a 2008-as műkorcsolya- és jégtánc-világbajnokság.
- március 20. – Az eindhoveni úszó-Európa-bajnokságon Cseh László a 200 m vegyesen, míg Kis Gergő – 7:51.94 perces országos csúccsal – a 800 m gyorson aranyérmet szerez.
- március 21.
  - Az úszó-Európa-bajnokságon Verrasztó Evelyn – 2:12.93 perces országos csúccsal – ezüstérmes 200 m vegyesen, míg Hosszú Katinka a hatodik helyen végez háton; Gyurta Dániel pedig – 2:12.44 perccel – ötödik 200 m mellen. Nagy Réka nyolcadik 800 m gyorson, Kovács Emese a tizenkettedik legjobb időt éri el a női 100 m pillangó elődöntőjében.
  - Az Európai Úszószövetség az Eindhovenben zajló kontinensviadal végéig felfüggeszti a szerb Milorad Čavić versenyzési jogát, amiért a 19-i eredményhirdetésen „Koszovó Szerbiáé” feliratú pólóban jelent meg.
- március 24.
  - Erős biztonsági intézkedések közepette gyújtják meg az olimpiai lángot az ókori játékok helyszínén, a görögországi Olümpiában, amit egy Tibetet támogató szervezet aktivistájának rövid időre sikerült megzavarnia, de ettől függetlenül a láng elindul a 137 napos és 137 ezer kilométeres útjára.
  - Az eindhoveni úszó-Európa-bajnokságon az angol Tom Daley nyeri a férfi toronyugrást.
- március 29. – Hrvoje Čustić, a horvát NK Zadar labdarúgója a Cibalia Vinkovci elleni bajnoki mérkőzésen súlyos fejsérülést szenved, amikor – egy szerelést követően – olyan szerencsétlenül esik az oldalvonalon túlra, hogy az ott álló kerítés betonalapjába beveri a fejét. Kórházba szállítják, de április 3-án életét veszti.
- március 30. – A női olimpiai kvalifikációs kézilabdatornán 39–29-es siker arat a magyar válogatott  Japán ellen.

### Április
- április 2. – Sheffieldben az angol Liam Tancock 24,47 másodperces idővel új világcsúcsot állít fel férfi 50 m-es hátúszásban.
- április 5. – A tamperei olimpiai kvalifikációs birkózó-Európa-bajnokságon – a kötöttfogásúak 55 kg-os súlycsoportjában – Módos Péter a harmadik helyen végez, azonban kvótát nem szerez.
- április 6. – A nyári pekingi olimpiai játékok lángját – összecsapások és folyamatos tiltakozó megmozdulások közepette – viszik végig Londonon.
- április 9.
  - A zimbabwei Kirsty Coventry új, 4:26,52 perces világcsúccsal nyer 400 vegyesen a Manchesterben zajló rövid pályás úszó-világbajnokságon, továbbá világcsúccsal diadalmaskodik az amerikai férfi 4 × 100-as gyorsváltó (Ryan Lochte, Bryan Lundquist, Nathan Adrian, Doug Van Wie) 3:08,44-dal, míg a női 4×200-as gyorsváltót az Inge Dekker, Femke Heemskerk, Marleen Veldhuis, Ranomi Kromowidjojo összetételű holland csapat nyeri 7:38,90 perces világcsúccsal.
  - Biztonsági szempontok miatt az eredetitől eltérő, lerövidített útvonalon halad végig az olimpiai láng San Franciscóban.
- április 10.
  - A Nemzetközi Olimpiai Bizottság a doppingoló Marion Jones csapattársait is megfosztja a 2000-es sydneyi játékokon szerzett érmeiktől.
  - Az amerikai Jessica Hardy 29,58 mp-es világcsúccsal nyer női 50 m-es mellen a manchesteri rövid pályás úszó-világbajnokságon.
- április 11. – A amerikai Ryan Lochte férfi 200 m vegyesen megdönti Cseh László 131:52,99 perces világcsúcsát 1:51,56-dal a Manchesterben, a rövid pályás úszó-világbajnokságon
- április 11–13. – Lisszabonban rendezik meg a 2008-as cselgáncs-Európa-bajnokságot.
- április 12. – Csonka Zsófia a második helyen végez a női légpisztolyosok között a pekingi sportlövő Világkupa-verseny.
- április 16. – A Magyar Antidopping Csoport tájékoztatása szerint fennakadt a doppingvizsgálaton Julis Viktor súlylökő.[1]
- április 19. – május 5. – Snooker-világbajnokság Sheffieldben.
- április 25–27. – A németországi Ulmban megrendezett 10. FIG Aerobik Világbajnokságon Roik Zsolt az 5. helyen végzett.[2]
- április 26. – Ünnepélyes keretek között tesznek fogadalmat a pekingi olimpiára és paralimpiára készülő magyar sportolók a Vígszínházban. Sólyom László köztársasági elnök Kammerer Zoltánnak, mint a csapat zászlóvivőjének nyújtja át a köztársaság lobogóját.

### Május
- május 2–18. – jégkorong-világbajnokság Kanadában.
- május 15–18. – Milánói kajak-kenu világbajnokság.
- május 18. – A 72. jégkorong-világbajnokságon  Oroszország 5–4-re megveri a házigazda  Kanada csapatát.[3]
- május 21. – A Bajnokok ligája moszkvai döntőjében – az 1–1-es küzdelem és a büntetők után a Chelsea FC alul marad a küzdelemben és – a Manchester United FC szerzi meg a trófeát.[4]
- május 23–24. – A bulgáriai Plovdiv városában megrendezték a Kyokushin Karate junior és felnőtt karate Európa-bajnokságot.[5]
- május 24.
  - Az U19-es Eb-selejtező, 3. fordulójában a magyar válogatott – Németh Krisztián góljával – 1-0-ra legyőzi  Portugália csapatát, s ezzel  Magyarország bejut a júliusi csehországi nyolcas döntőbe.
  - A Puskás Ferenc Stadionban rendezett barátságos mérkőzésen  Magyarország 3-2-re megveri  Görögország Európa-bajnok válogatottját.[6]

### Június
- június 7–29. – 2008-as labdarúgó-Európa-bajnokság.
- június 7.
  - A labdarúgó-Eb A csoportjának első mérkőzésén  Svájc 0–1 arányban veszít  Csehország csapatával szemben, míg  Portugália 2–0 arányban legyőzi  Törökország válogatottját Pepe és Raul Meireles góljaival.
  -  Irak 1–0-ra legyőzte  Ausztrália csapatát a 2010-es világbajnokság selejtezője ázsiai zónájának rangadóján.
- június 8.
  - Őrizetbe vesznek száz német szurkolót a labdarúgó Európa-bajnokság Németország–Lengyelország mérkőzésének idején Klagenfurtban.
  - A spanyol Rafael Nadal és a szerb Ana Ivanović nyeri a francia nyílt teniszbajnokságot.
- június 14. – Botrányba fullad Szarajevóban a magyar és a bosnyák kézilabda–válogatott mérkőzése, amikor a második félidőben – 27-24-es magyar vezetésnél – a bosnyák szurkolók megdobálják a magyar játékosokat.[7]
- június 14–15. – Le Mans-i 24 órás verseny.
- június 25–29. – A fehéroroszországi Minszkben rendezik az ifjúsági műugró világbajnokságot.[8]

### Július
- július 1. – Vad Lajos a Domino-Honvéd vízilabdacsapatának vezetőedzője Kovács István helyett.[9]
- július 4–július 11. – Kijevi vívó Európa-bajnokság.
- július 4–július 13. – Férfi vízilabda Európa-bajnokság.[10]
- július 4. –  Magyarország 10–9-re megveri  Horvátország csapatát Malagában, a vízilabda Európa-bajnokságon.[11]
- július 5. – A magyar férfi vízilabda-válogatott 19–3-ra legyőzi Szlovákiát a malagai vízilabda EB-n.[12] A 2008-as Tour de France útvonala

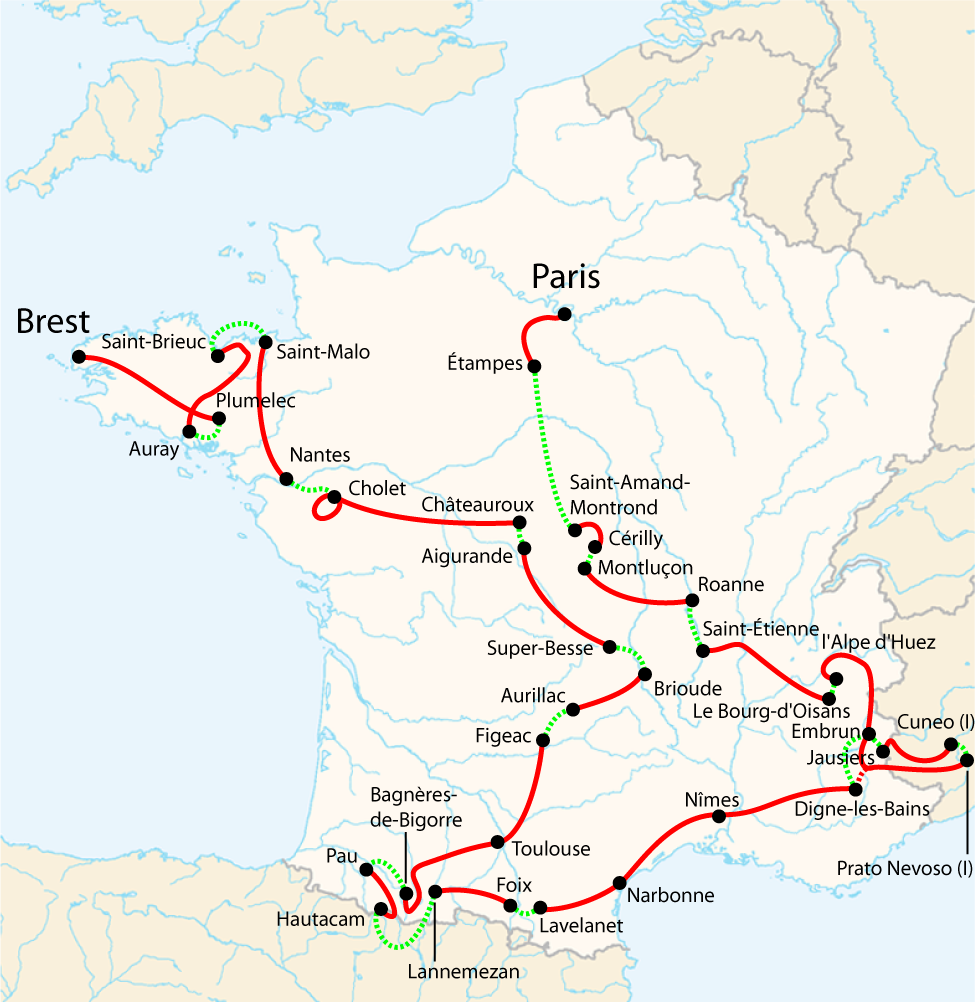
A 2008-as Tour de France útvonala

- július 5–27. – A 95. Tour de France kerékpárverseny, melyen a versenyzők Brestből indulnak és a párizsi Champs-Élysées-re érkeznek meg.[13]
- július 6. – A spanyol Rafael Nadal és az amerikai Venus Williams nyerik a 2008-as wimbledoni teniszbajnokságot.
- július 9. – A vízilabda Európa-bajnokság középdöntőjében a  Magyarország –  Németország mérkőzés 14–8-as magyar győzelemmel végződik.[14]
- július 11. – A malagai vízilabda Európa-bajnokságon a magyar férfi vízilabda-válogatott 8–7-re vereséget szenved a szerbektől.[15]
- július 13. – A magyar férfi vízilabda-válogatott hosszabbítást követően 15–14-re megveri a horvátokat a malagai Eb bronzmérkőzésén, így a harmadik helyen fejezi be a tornát.[16]
- július 15–20. – Moszkvai öttusa Európa-bajnokság.
- július 17–20. – Szegeden kerül megrendezésre az ifjúsági és U23-as kajak-kenu Európa-bajnokság,[17] ahol az első napon négy arany- és egy bronzérmet szerez a magyar válogatott az 1000 m-es döntőkben.[18]
- július 19. – A Vígszínházban – Gyurcsány Ferenc kormányfő jelenlétében – tesznek ünnepélyes keretek között esküt a pekingi olimpiára és paralimpiára készülő magyar sportolók.[19]
- július 26. – Az idegenbeli döntetlen után a Budapest Honvéd hazai pályán 2–1-es vereséget szenved a Sturm Graztól a labdarúgó Intertotó Kupa 3. fordulójának visszavágóján.[20]
- július 27. – A spanyol Carlos Sastre nyeri a 2008-as Tour de France kerékpárversenyt.

### Augusztus
- augusztus 8–24. –  29. nyári olimpiai játékok Pekingben.
- augusztus 10. A 400 m-es vegyes győztesei: Ryan Lochte, Michael Phelps és Cseh László

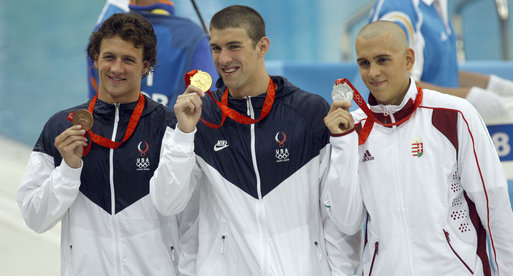
A 400 m-es vegyes győztesei: Ryan Lochte, Michael Phelps és Cseh László

  - Cseh László 4:06.16 perces Európa-csúccsal ezüstérmet szerez a 400 m-es vegyesúszás döntőjében a 4:03.84-es világcsúccsal győztes amerikai Michael Phelps mögött Pekingben. Kis Gergő 4:12.84-gyel hatodik helyen végez.[21]
  - Az olimpiai bajnoki címvédő magyar férfi vízilabda-válogatott Pekingben, az első mérkőzésén döntetlent érnek el  Montenegró ellen.[22]
  - Ungvári Miklós vereséget szenved az orosz Alim Gadanovtól a pekingi olimpia cselgáncs küzdelmeinek 66 kg-os súlycsoportjában.[23]
  - Eddigi segítője, Ron Larsen veszi át Hugh McCutcheon szövetségi kapitány munkáját az amerikai férfi röplabda-válogatottnál a pekingi olimpián, miután a tréner sógorát augusztus 9-én megölték a kínai fővárosban.[24]
- augusztus 11.
  - A világbajnok kínai Lin Jüe, Huo Liang páros nyeri a férfi szinkrontoronyugrást Pekingben.[25]
  - A magyar női vízilabda-válogatott 11–9-re veri meg  Hollandia csapatát.[26]
  - A  Magyarország– Brazília női kézilabda mérkőzés 28–28-as döntetlennel ér véget a pekingi olimpián.[27]
  - A Nemzetközi Labdarúgó-szövetség (FIFA) ezer svájci frank befizetésére kötelezi az olimpián bemutatott műesésért az elefántcsontparti Salomon Kalout.[28]
- augusztus 12. – Cseh László országos csúccsal – a negyedik legjobb idővel – jut a döntőbe 200 m pillangón a pekingi olimpián; Gyurta Dániel 200 m mellen – olimpiai és Európa-rekordot úszik, ezzel a legjobb idővel – kerül az elődöntőbe.[29]
- augusztus 13.
  - Cseh László 1:52.70 perces Európa-csúccsal második a 200 méteres pillangóúszás döntőjében.[30]
  - Mincza-Nébald Ildikó bronzérmet szerez az olimpia női egyéni párbajtőr versenyében, miután a harmadik helyért rendezett asszóban 15–11-re legyőzi kínai ellenfelét.[31]
- augusztus 14.
  - Fodor Zoltán ezüstérmet szerezz a 84 kg-os kötöttfogású birkózók pekingi olimpiai versenyében, mivel a döntőben kikapott az olasz Andrea Minguzzitól.[32]
  - Hadfi Dániel hetedik lesz Pekingben a cselgáncsozók 100 kg-os kategóriájában.[33]
  - A magyar férfi vízilabda-válogatott 8–5-re legyőzi a spanyol nemzeti együttest a pekingi olimpia csoportküzdelmeinek harmadik fordulójában.[34]
  - A japán Kitadzsima Kószuke nyerti az aranyérmet, míg az ausztrál Brenton Rickard lesz a második a pekingi 200 méteres mellúszás döntőjében; Gyurta Dániel az ötödik helyen végez 2:09.22-es idővel.[35]
  - A kubai Mijail López nyeri a férfi kötöttfogású birkózók 120 kg-os súlycsoportjában.[36]
- augusztus 15. – Cseh László a férfi 200 méter vegyes úszásban – újabb Európa-csúccsal – megszerezi harmadik ezüstérmét a pekingi olimpiai játékokon.[37]
- augusztus 16.
  - A címvédő magyar férfi vízilabda-válogatott 13–12-re legyőzi az ausztrál együttest az olimpia csoportkörének negyedik, utolsó előtti fordulójában.[38]
  - Kalucza Norbert a nyolcaddöntőben vereséget szenved és ezzel kiesik az 51 kg-osok olimpiai ökölvívótornáján.[39]
- augusztus 17. – A magyar női kézilabda-válogatott 33–22-es vereséget szenved  Dél-Korea csapatától,[40] a magyar férfi kardválogatott a hetedik helyen,[41] míg a kalapácsvető Pars Krisztián – 80,96 méterrel – a negyedik helyen végez Pekingben.[42]
- augusztus 18.
  - A férfi vízilabda-válogatott 12–3-ra legyőzi  Kanada csapatát a csoportkör utolsó fordulójában, így egyenes ágon bejut a 22-ei elődöntőbe.[43]
  - A világbajnok német válogatott nem jut be a legjobb nyolc közé az olimpia férfi kézilabdatornáján, miután utolsó csoportmérkőzésén vereséget szenved az Európa-bajnok  Dánia csapatától.[44]
  - Kiss Dániel a 110 méteres gáton bejut a 32-es középdöntőbe, aki az idei legjobbjával (13.61 mp) futamharmadikként kerül tovább; míg a címvédő kínai Liu Hsziang Achilles-ín sérülés miatt nem tud rajthoz állni az előfutamban, így búcsúzni kényszerül a pekingi olimpiától.[45]
- augusztus 19.
  - A magyar női kézilabda-válogatott bejut az olimpia elődöntőjébe, miután 34–30-ra győzelmet arat  Románia felett.[46]
  - Jakab János győzelmet arat az első fordulóban és bejut a legjobb 48 közé a férfi asztaliteniszezők egyéni versenyében, Lovas Petra azonban 4–2-re vereséget szenved a szlovák Eva Odorovától.[47]
  - A magyar női vízilabda-válogatott az elődöntőben 8–7-re vereséget szenved  Hollandia csapatától és a bronzéremért mérkőzhet.[48]
  - A diszkoszvető Fazekas Róbert 63,43 méterrel a nyolcadik helyen végez az olimpián, míg a számot – a világbajnok észt – Gerd Kanter nyeri 68,82 méterrel.[49]
  - Kiss Dániel – az Ikarus BSE atlétája – nem jut be a 110 méteres gátfutás elődöntőjébe a pekingi olimpián, miután 13.63 mp-ces eredménnyel az ötödik helyre kerül.[50]
  - A pekingi olimpia férfi 3 méteres műugró döntőjét a kínai Ho Csong nyeri meg – 572.90 ponttal – a kanadai Alexandre Despatie és az ugyancsak kínai Csin Kaj előtt.[51]
- augusztus 20.
  - A kajakos Benkő Zoltán, valamint a Kozmann György–Kiss Tamás kenukettes is bekerül 1000 méteren a 22-i fináléba, miután Benkő a harmadik, a két kenus a második helyen végez a középfutamban.[52]
  - A jamaicai Usain Bolt a pekingi döntőben megjavítja a 200 méteres síkfutás világcsúcsát. A 100-on is világrekorddal győztes sprinter 19,30 másodperc alatt teljesíti a távot, felülmúlva az amerikai Michael Johnson 1996-os, az atlantai olimpiai döntőben elért 19,32-es eredményét.[53]
  - Pekingben a címvédő horvát válogatott bejut az elődöntőbe, miután 26–24-re legyőzi az Európa-bajnoki ezüstérmes Dániát a férfi kézilabdatornán.[54]
- augusztus 21.
  -  Magyarország –  Ausztrália női vízilabdamérkőzés – a három perces hosszabbítást követően – 9–9-es eredménnyel végződik; a büntetőlövéseket követően az ausztrálok nyernek (11–12).[55]
  - Nem jut az olimpiai döntőbe a magyar női kézilabda-válogatott, mivel az elődöntőben 22–20-ra vereséget szenved a világbajnok orosz csapattól.[56]
  - Vereckei Ákos 500 m kajak egyesben 3. helyen végez az elődöntőben, így bejut a 23-i döntőbe.[57]
  - Horváth Viktor a 19., Balogh Gábor pedig a 26. helyen végez a férfi öttusázók versenyében.[58]
  - Aubéli Ottó a negyeddöntőben vereséget szenved a szabadfogású birkózók 120 kg-os súlycsoportjában.[59]
- augusztus 22.
  - A kajak-kenu döntőiben K-1 1 000 méteren Vajda Attila megnyeri a magyar csapat első aranyérmét a pekingi olimpián. A női kajak négyes – Kovács Katalin, Szabó Gabriella, Kozák Danuta, Janics Natasa – ezüstérmet szerez. A kenu kettesek versenyében a Kozmann György–Kiss Tamás páros a harmadik helyen ér célba. K-2 1 000 méteren a Kammerer Zoltán–Kucsera Gábor páros ötödik helyen végez – akárcsak a férfi K-4-es –, míg egyesben szintén 1 000 méteren Benkő Zoltán a kilencedikként ér be a célba.[60]
  - Az olimpia vízilabda-tornájának elődöntőjében  Magyarország 11–9-re megveri  Montenegrót.[61]
  - Vörös Zsuzsanna a 20., míg Gyenesei Leila a 24. helyen végez a női öttusázók versenyében, az aranyérmet – a német – Lena Schöneborn tudhatja magáénak.[62]
  - Az olasz Alex Schwazer nyeri a férfiak 50 km-es gyalogló számát a pekingi olimpián, míg a szám magyar indulója – Czukor Zoltán – a 46. helyen ér célba.[63]
  - A férfiaknál a lett Maris Strombergs, a nőknél a francia Anne-Caroline Chausson nyeri az olimpián debütáló BMX–krossz versenyeket; a magyar BMX-es Hódi Anikó – csoportjában – a hatodik helyen végez.[64]
- augusztus 23.
  - Aranyérmet szerez a Kovács Katalin–Janics Natasa kajak kettős 500 méteren az olimpián, azonban Kovács Katalin egyesben csak a negyedik helyen végez. A kenu egyeseknél 1 000 méteren Vajda Attila 500-on kilencedik, a kajak ketteseknél Kammerer Zoltán és Kucsera Gábor negyedik, egyesben Vereckei Ákos hatodik helyen ér célba.[65]
  - A negyedik helyen végez a magyar női kézilabda-válogatott, miután a bronzmérkőzésén 33–28-ra vereséget szenved  Dél-Korea csapatától; a döntőben  Norvégia válogatottja 34–27-re legyőzi  Oroszországot.[66]
  - A francia Julien Absalon nyeri a férfi hegyikerékpárosok olimpiai versenyét honfitársa, Jean-Christophe Péraud és a svájci Nino Schurter előtt. A szám egyetlen magyar résztvevője, Parti András az 50 fős mezőnyben a 23. helyen végez.[67]
- augusztus 24. – A magyar férfi vízilabda-válogatott – a döntőben 14–10-re megveri az  Egyesült Államokat – a pekingi olimpián, s ezzel sorozatban harmadszor diadalmaskodik az ötkarikás játékokon.[68]
- augusztus 27. – A Sopronban megrendezésre kerülő női kézilabda-selejtező eredménye:  Magyarország– Horvátország 76–58.

### Szeptember
- szeptember 2. – A magyar labdarúgó-válogatott – hazai pályán 0–0-s – döntetlent játszik  Dánia ellen a 2010-es dél-afrikai világbajnokságra kvalifikáló mérkőzéssorozat első összecsapásán.[69]
- szeptember 6–7. – A spanyolországi Pulpíban kerül megrendezésre az U23-as egyéni, valamint az U23-as és ifi csapat váltó Európa-bajnokság; ugyanitt junior Európa Kupa futam megrendezésére is sor kerül.[70] A Balogh Barbara, Takács Anna, Szakály Zsófia összetételű ifjúsági váltó nyeri meg az EB-t, míg a Tóth Zsófia, Kovács Zsófia, Szalay Szandra U23-as váltó bronzérmet, egyéniben a – 23 évan aluliak között – Tóth Zsófia a negyedik helyet szerzi meg.[71]
- szeptember 6–17. – 148 ország részvételével tartják Pekingben a XIII. paralimpiai játékokat.
- szeptember 7. – Sors Tamás 100 m pillangón világcsúccsal (59.34 mp) megszerezi a magyar csapat első aranyérmét a pekingi paralimpián.[72]
- szeptember 8.
  - A svájci Roger Federer és az amerikai Serena Williams nyerik a 2008-as amerikai nyílt teniszbajnokságot.
  - Sors Tamás megszerezi második érmét a pekingi paralimpián, miután harmadikként ért célba a 100 méteres gyorsúszás döntőjében 56.80 mp-cel.[73]
  - 50 m gyorson új rövid pályás világcsúcsot (20.64) úszik a dél-afrikai Roland Schoeman hazája nemzeti bajnokságán. (A régi rekordot a horvát Duje Draganja tartotta 20.81-gyel!)
- szeptember 10. – Rómában a magyar férfi kosárlabda válogatott 75–68-ra vereséget szenved az olasz együttestől.

- szeptember 12.

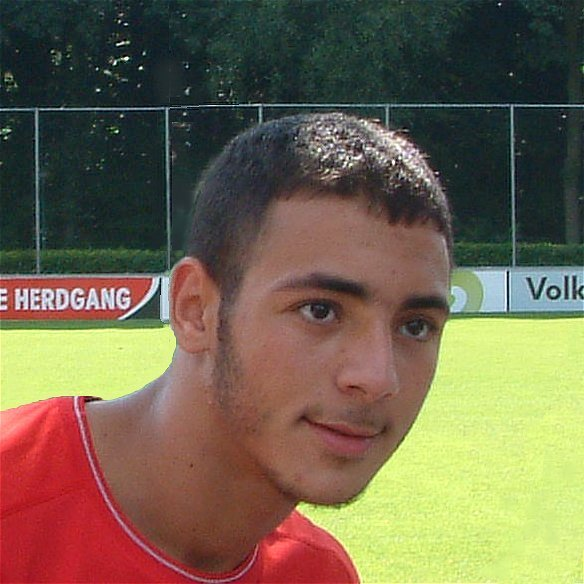
Nordin Amrabat, az Eindhoven játékosa

  - Sors Tamás 400 méter gyorson, Ráczkó Gitta 100 mellen szerez bronzérmet a pekingi paralimpián.[74]
  - A holland Labdarúgó-szövetség fegyelmibizottsága kétmeccses eltiltással sújtja a Feyenoord elleni Szuperkupa-mérkőzésen (mely 2–0-al zárul) súlyos szabálytalanságot elkövető Nordin Amrabatot.
  - A Nemzetközi Labdarúgó-szövetség (FIFA) azonnali hatállyal kizárja Etiópiát a 2010-es vb. selejtezőjétől, mivel az afrikai ország szövetsége nem tartotta be a FIFA-val – februárban – kötött megállapodást, hogy a korábban a nemzetközi szövetség által is elismert vezetés irányítsa ismét az ország labdarúgását.
  - Megtartja alakuló küldöttgyűlését a Magyar Gyermeklabdarúgó-szövetség, melynek célja az egységes utánpótlás-kiképzési rendszer létrehozása, amely az öt–tizenkét esztendős gyerekek futballját öleli fel. A szövetség elnöke Lendvai János, tiszteletbeli elnök Szepesi György.
  - A Debrecenben megrendezésre kerülő DVSC-TEVA–Haladás labdarúgó mérkőzés 2–2-es eredménnyel zárul.
- szeptember 15. – Joó Abigél aranyérmet szerez a 70 kg-os kategóriában a Varsóban rendezett junior cselgáncs Európa-bajnokságon.[75]
- szeptember 16–21. – A németországi Aachenben rendezik az ifjúsági műugró világbajnokságot.[76]
- szeptember 17. – A diszkoszvető Kővágó Zoltán 67.66 méteres dobással első a lengyelországi Szczecinben megrendezésre kerülő nemzetközi viadalon.
- szeptember 19.
  - A Székesfehérvárott megrendezésre kerülő Fehérvár–MTK futballmérkőzés 0–2-es eredménnyel zárul.
  - A Linzben megrendezésre kerülő EBEL alapszakaszának mérkőzésén az EHC Black Wings Linz 2–3-ra vereséget szenved az Alba Volántól.
  - Ötéves szerződést köt a katalán Barcelona kosárlabda csapatával Timkó Norbert, a Vasas játékosa.[77]
- szeptember 25–28. – A németországi Oberstdorfban kerül megrendezésre a 40. Nebelhorn Trophy jégtáncverseny.
- szeptember 27. – A LEN Budapestnek adja a 2010-es úszó-, műúszó-, műugró- és hosszútávúszó-Európa-bajnokság rendezését.
- szeptember 28. – Megrendezték a Formula–1 történetének első villanyfényes futamát, a 2008-as Formula–1 szingapúri nagydíjat.

### Október
- október 3. – Az EBEL alapszakaszának székesfehérvári mérkőzésén az Alba Volán SC 5–4-re vereséget szenved a szlovén Acroni Jesenice-től.
- október 3–5. – A szombathelyi Arena Savariában kerül megrendezésre első magyar Tornász Világkupa,[78] ahol ugrásban Böczögő Dorina a harmadik, felemás korlátban az ötödik helyen végez; Gombás Laura felemás korláton a hetedik, Kállai Zoltán és Hidvégi Vid lólengésben a negyedik, illetve a hatodik helyen zár.[79]
- október 4.
  - Miskolcon, a Városi Sportcsarnokban kerül lebonyolításra az első cselgáncs Micorex-kupa felnőtt országos bajnokság.[80]
  - A Szusza Ferenc Stadionban, a Soproni Liga 10. fordulójának rangadóján az Újpest 4–1-re üti ki az MTK-t, míg Debrecenben a DVSC-TEVA 6–2-re veri meg a REAC-ot.
- október 4–12. – Szentpétervárott kerül megrendezésre az asztalitenisz Európa-bajnokság.[81]
- október 6.
  - Huszonnégy személyt letartóztat a rendőrség a Crvena Zvezda–Partizan szerb bajnoki labdarúgó-mérkőzés után, amely 0–2-es eredménnyel záródik.
  - Az Óceániai Labdarúgó-szövetség (OFC) végrehajtó bizottsága kizárja soraiból Szamoát, mivel a helyi szervezet a 2003 óta kapott csaknem ötmillió dolláros támogatás ellenére 600 ezer dolláros tartozást halmozott fel.
- október 7. – A Bécsben megrendezésre kerülő EBEL alapszakaszának mérkőzésén a Vienna Capitals 5–4-re megveri az Alba Volánt.[82]
- október 14–29. – Sakkvilágbajnoki mérkőzés Bonnban Visuvanádan Ánand és Vlagyimir Kramnyik között, amelyen Ánand megvédi világbajnoki címét.

### November
- november 2. – Lewis Hamilton megnyeri első világbajnoki címét a McLaren Mercedes-szel.
- november 5. – Roik Zsolt ezüstérmet szerez a „nem olimpiai” sportágak Világjátékának tajvani teszt versenyén, a férfiak egyéni versenyszámában.
- november 13–25. – A 38. nyílt és 23. női sakkolimpia Drezdában.
- november 15–16. – A budapesti Tornacsarnokban kerül megrendezésre a nemzetközi Matolay Emlékverseny, a női felnőtt és utánpótlás korosztály részére.

### December
- december 4–11. Mind a női mind a férfi magyar válogatott bronzérmet szerzett a Curling Európa-bajnokságon, Svédországban (Örnsköldsvik)
- december 11–14. – Fiumei rövid pályás úszó Eb.
- december 12. – Férfi 400 m vegyes döntőjében Kis Gergő a második helyen ér célba, míg ugyanebben a számban Verrasztó Dávid a 4. helyet szerzi meg; a női 100 m vegyes elődöntőjéből Verrasztó Evelyn országos csúccsal (59,93 mp.) a második helyen jut tovább a horvátországi rövid pályás úszó Eb-n.[83]
- december 13. – Berki Krisztián lólengésben ezüstérmet szerez a tornászok madridi Világkupa-döntőjében.[84]

## Várható sportesemények
- A Nemzetközi Labdarúgó-szövetség (FIFA) kihirdeti a győztest a 2014-es labdarúgó-világbajnokság rendezési jogára.
- A Nemzetközi Automobil Szövetség (FIA) életbe lépteti az új szabályozási rendszerét a Formula–1-es bajnokságban.

## Születések
- március 10. – Francesco Camarda, olasz korosztályos válogatott labdarúgó

## Halálozások
Lásd még: Halálozások 2008-ban.

### Január
- január 10. – Christopher Bowman, amerikai műkorcsolyázó (* 1967)
- január 11. – Sir Edmund Hillary, új-zélandi hegymászó (* 1919)
- január 13. – Johnny Podres, World Series bajnok amerikai baseballjátékos (* 1932)
- január 14. – Don Cardwell, World Series bajnok amerikai baseballjátékos (* 1935)
- január 15. – Jason MacIntyre, skót kerékpárversenyző (* 1973)
- január 17.
  - Bobby Fischer, amerikai sakknagymester, sakkvilágbajnok (* 1943)
  - Újvári László, Európa-bajnok magyar műugró (* 1934)

### Február
- február 1. ‑ Władysław Kawula, lengyel labdarúgó (* 1937)
- február 3. ‑ Charley van de Weerd, holland labdarúgó (* 1922)
- február 5. ‑ Kenny Konz, amerikai rögbijátékos (* 1928)
- február 7. ‑ Frank Wayman, angol labdarúgó
- február 16. – Vittorio Lucarelli, olimpiai és világbajnok olasz tőrvívó (* 1928)
- február 18. – Mickey Renaud, kanadai jégkorongozó (* 1988)
- február 23. – Szőke Miklós, magyar labdarúgó, edző, a Fejér Megyei Labdarúgó-szövetség főtitkára (* 1933)
- február 25. – Ashley Cooper, ausztrál autóversenyző (* 1980)
- február 28. – Flórián Tibor, Európa-bajnoki ezüstérmes, 170-szeres válogatott magyar röplabdázó (* 1938)

### Március
- március 1. – Andrej Tyisszin, orosz kajakos (* 1975)
- március 6. ‑ Stanislav Konopasek, cseh jégkorongozó (* 1914)

### Április
- április 3. – Hrvoje Čustić, horvát labdarúgója (* 1983)
- április 5.
  - Herbert Breiteneder, osztrák raliversenyző (* 1953)
  - Walt Masterson, amerikai baseball játékos (* 1920)
- április 8. – Hersh Lyons, amerikai baseball játékos (* 1915)
- április 9. – Daniela Klemenschits, osztrák teniszező (* 1982)
- április 11. – Claude Abbes, világbajnoki bronzérmes francia válogatott labdarúgó (* 1927)
- április 14. – Tommy Holmes, amerikai baseball játékos (* 1917)
- április 15. – Fernand Jaccard, svájci válogatott labdarúgó (* 1907)
- április 16.
  - Joseph Cameron Alston, amerikai tollaslabda játékos és FBI-ügynök (* 1926)
  - René Dereuddre, francia válogatott labdarúgó, edző (* 1930)
- április 19. – John Marzano, amerikai baseball játékos (* 1963)
- április 20.
  - Gazanfer Bilge, török birkózó (* 1924)
  - Derek McKay, skót labdarúgó (* 1948)
  - Tariq Niazi, olimpiai bajnok pakisztáni gyeplabda játékos (* 1940)
- április 24.
  - Harry Geris, kanadai birkózó (* 1947)
  - Trilochan Singh, olimpiai bajnok indiai gyeplabda játékos (* 1923)
- április 26. – Orbán Árpád, olimpiai és magyar bajnok magyar labdarúgó, edző (* 1938)
- április 28. – Ivan Caesar, Super Bowl-győztes amerikai futballista (* 1967)
- április 29.
  - Gordon Bradley, angol származású amerikai válogatott labdarúgó, edző (* 1933)
  - Chuck Daigh, amerikai autóversenyző (* 1923)

### Május
- május 1.
- Buzzie Bavasi, amerikai baseball játékos (* 1914)
- Mark Kendall, angol labdarúgó (* 1958)
- május 3. – Martin Finnegan, ír motorkerékpáros (* 1979)
- május 4. – Jaime Gómez, mexikói válogatott labdarúgó, kapus (* 1929)
- május 5.
  - Sam Aubrey, amerikai kosárlabdázó (* 1922)
  - Witold Woyda, kétszeres olimpiai bajnok lengyel tőrvívó (* 1939)
- május 8.
  - François Sterchele, belga labdarúgó (* 1982)
  - Jef Van Der Linden, belga válogatott labdarúgóhátvéd (* 1927)
- május 9.
  - Jack Gibson, ausztrál ligarögbi játékos (* 1929)
  - Sinan Sofuoğlu, török motorkerékpáros (* 1982)
- május 11.
  - Curtis Whitley, amerikai rugby játékos (* 1969)
  - Bill Rankin, amerikai kosárlabdázó, edző (* 1924)
  - Bruno Neves, portugál kerékpáros (* 1981)
- május 12. – Leo Garibaldi, amerikai birkózó (* 1930)
- május 13. – Costică Toma, román labdarúgó (* 1928)
- május 15. – Tommy Burns, skót labdarúgó (* 1956)
- május 17.
  - Gerhard Cyliax, német labdarúgó, hátvéd (* 1934)
  - Jack Rayner, ausztrál ligarögbi játékos (* 1921)
- május 18. – Lloyd Moore, amerikai autóversenyző (* 1912)
- május 19. – Nigel Cassidy, angolok labdarúgó (* 1945)
- május 20.
  - Charlie Booth, ausztrál atléta (* 1903)
  - Thomas Burlison, angolok labdarúgó (* 1936)
  - Barclay Howard, angolok golfozó (* 1953)
- május 22.
  - Jack Mildren, amerikai politikus, labdarúgó (* 1949)
  - Boris Tropanets, moldáv labdarúgó (* 1964)
- május 23. – Heinz Kwiatkowski, német labdarúgó (* 1926)
- május 24.
  - Reg Flewin, angol labdarúgó (* 1921)
  - Bukhuti Gurgenidze, grúz sakknagymester (* 1933)
- május 25.
  - Geremi González, venezuelai baseball játékos (* 1975)
  - Thomas McHale, amerikai labdarúgó (* 1963)
  - Dommy Ursua, Fülöp-szigeteki ökölvívó (* 1936)
- május 26. – Rudy Kay, kanadai pankrátor (* 1943)
- május 27. – Abram Raselemane, dél-afrikai labdarúgó (* 1978)
- május 28. – Sven Davidson, svájci teniszező (* 1928)
- május 29. – Luc Bourdon, kanadai jégkorongozó (* 1987)
- május 30. – Borisz Anfijanovics Sahlin, olimpiai, világ- és Európa-bajnok szovjet-ukrán tornász (* 1932)
- május 31.
  - Carlos Alhinho, portugál labdarúgó, edző (* 1949)
  - Per-Erik Larsson, svéd síelő (* 1929)

### Június

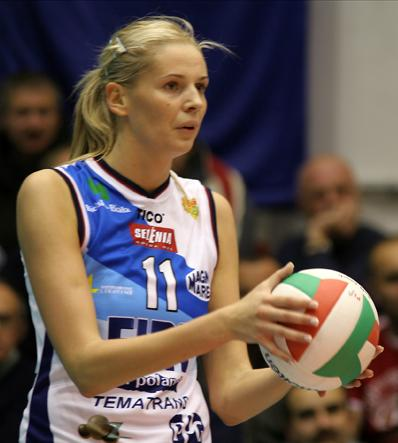
Agata Mróz-Olszewska röplabdázó

- június 2. – Naganuma Ken, olimpiai bronzérmes japán válogatott labdarúgó, edző (* 1930)
- június 3. – Pat Egan, kanadai jégkorongozó (* 1918)
- június 4.
  - Nick Badami, amerikai síelő (* 1920)
  - Agata Mróz-Olszewska, lengyel röplabdázó (* 1982)
- június 5. – Vic Wilson, angol krikettjátékos (* 1921)
- június 6. – Dwight White, amerikai labdarúgó (* 1949)
- június 7.
  - Jimmy Bonthrone, skót labdarúgó (* 1929)
  - Horst Skoff, osztrák teniszező (* 1968)
- június 9.
  - Karen Asrian, örmény sakknagymester (* 1980)
  - Josef Minsch, svájci síelő (* 1941)
- június 11.
  - Miroslav Dvořák, cseh jégkorongozó (* 1951)
  - Adam Ledwoń, lengyel labdarúgó (* 1974)
- június 15.
  - John Buzhardt, amerikai baseballjátékos (* 1936)
  - Ray Getliffe, amerikai jégkorongozó (* 1914)
  - Billy Muffett, amerikai baseballjátékos (* 1930)
- június 16.
  - Gareth Jones, walesi rögbijátékos (* 1979)
  - David Topliss, angol rögbijátékos (* 1949)
- június 19.
  - Bennie Swain, amerikai kosárlabdázó (* 1930)
  - Bryan Wells, angol krikettjátékos (* 1930)
- június 23. – Vic Hershkowitz, amerikai kézilabdázó (* 1918)
- június 24.
  - Charles Dempsey, új-zélandi labdarúgó (* 1922)
  - Viktor Grigorjevics Kuzkin, orosz jégkorongozó (* 1940)

### Július
- július 3. – Ernie Cooksey, angol labdarúgó] (* 1980)
- július 6. – Mando Ramos, amerikai bokszoló (* 1948)
- július 7. – Giovanni Viola, olasz labdarúgó (* 1926)
- július 10.
  - Steve Mingori, amerikai baseballjátékos (* 1944)
  - Mike Souchak, amerikai golfozó (* 1927)
- július 12.
  - Reinhard Fabisch, német labdarúgó (* 1950)
  - Bobby Murcer, amerikai baseballjátékos (* 1946)
- július 13. – Dave Ricketts, amerikai kosárlabdázó (* 1935)
- július 15.
  - Kolonics György, kétszeres olimpiai, tizenötszörös világbajnok magyar kenus (* 1972)
  - Gionata Mingozzi, olasz labdarúgó(* 1984)
  - Gennagyij Georgievics Volnov, orosz kosárlabdázó (* 1939)
- július 27. – Werner Rosenbaum, olimpiai bronzérmes német gyeplabdázó (* 1927)
- július 31. – Koós László, magyar bajnok magyar labdarúgó, csatár, hátvéd (* 1932)

### Augusztus
- augusztus 1. – Carlos Aponte, kolumbiai válogatott labdarúgó (* 1939)
- augusztus 4. – Johny Thio, Európa-bajnoki bronzérmes belga labdarúgó, csatár, középpályás (* 1944)
- augusztus 11. – Anatolij Mihajlovics Hrapatij, olimpiai, világ- és Európa-bajnok szovjet-kazah súlyemelő (* 1963)
- augusztus 16. – Elena Leușteanu, ötszörös Európa-bajnoki ezüst-, háromszoros olimpiai és világbajnoki bronzérmes román szertornász, országos bajnok és román válogatott triatlonista, tanársegéd (* 1935)

### Szeptember
- szeptember 3. – Joan Segarra, spanyol válogatott labdarúgó, edző (* 1927)
- szeptember 12. – Novakovszky László, kosárlabdázó, az 1948-as londoni olimpiai játékokon a magyar válogatott kapitánya (* 1923)

### Október
- október 13. – Alekszej Andrejevics Cserepanov, orosz jégkorongozó (* 1989)
- október 20. – Daniel Aguillon, mexikói pehelysúlyú bokszoló[85] (* 1984)
- október 23. – Csuvik Oszkár, olimpiai ezüstérmes magyar vízilabdázó[86] (* 1925)

### December
- december 17. – Sammy Baugh, NFL-bajnok amerikai amerikai futballista, Pro Football Hall of Fame-tag (* 1914)
- december 18. – Robert Jonquet, francia válogatott labdarúgó, edző (* 1925)
- december 22. – Alfred Lücker, olimpiai bronzérmes német gyeplabdázó (* 1931)